# Billboard Music Awards 2022
Die Billboard Music Awards 2022 fanden am 16. Mai 2022 im MGM Grand Garden Arena in Paradise statt. Die Zeremonie wurde auf NBC ausgestrahlt und von Sean Combs moderiert. Es war die 29. Ausgabe der Billboard Music Awards.

## Hintergrund
Die Nominierungen wurden am 8. April 2022 über Twitter bekannt gegeben. Es wurden fünf neue Kategorien aufgenommen, was die Gesamtzahl der Auszeichnungen auf 62 Kategorien erhöhte. Die Kategorie Viral Song / Bester Ohrwurm wurde für Songs geschaffen, die auf Social-Media-Plattformen, wie TikTok viral gingen. Den Preisverleihungen ging am 13. und 14. Mai die erste zweitägige Musikveranstaltung Billboard MusicCon voraus.

## Auftritte
- Sean Combs, Bryson Tiller, Jack Harlow und Teyana Taylor: Performance Medley (Gotta Move On / First Class / Mo Money Mo Problems)
- Silk Sonic: Love's Train
- Rauw Alejandro: Cúrame, Museo, Todo de Ti
- Florence and the Machine: My Love
- Miranda Lambert und Elle King: Drunk (And I Don't Wanna Go Home)
- Latto:  Big Energy
- Morgan Wallen: Don't Think Jesus, Wasted on You
- Megan Thee Stallion: Plan B, Sweetest Pie
- Dan + Shay: You
- Travis Scott: Mafia, Lost Foreve
- Machine Gun Kelly: Twin Flame
- Ed Sheeran: 2step
- Becky G: Bailé Con Mi Ex, Mamiii
- Maxwell: The Lady in My Life
- Burna Boy: Last Last, Kilometre[4]

## Auszeichnungen
Die Gewinner sind fett hinterlegt.
| Bester Künstler | Bester neuer Künstler | Bester männlicher Künstler |
| --- | --- | --- |
| - Drake - Doja Cat - Olivia Rodrigo - Taylor Swift - The Weeknd | - Olivia Rodrigo - Giveon - The Kid Laroi - Masked Wolf - Pooh Shiesty | - Drake - Justin Bieber - Lil Nas X - Ed Sheeran - The Weeknd |
| Beste weibliche Künstlerin | Beste(s) Duo/Gruppe | Bester Billboard-200-Künstler |
| - Olivia Rodrigo - Adele - Doja Cat - Dua Lipa - Taylor Swift | - BTS - Glass Animals - Imagine Dragons - Migos - Silk Sonic (Bruno Mars, Anderson .Paak) | - Taylor Swift - Adele - Drake - Juice Wrld - Morgan Wallen |
| Bester Hot-100-Künstler | Bester Streaming-Künstler | Bester Künstler nach Liedverkäufen |
| - Olivia Rodrigo - Justin Bieber - Doja Cat - Drake - The Weeknd | - Olivia Rodrigo - Doja Cat - Drake - Lil Nas X - The Weeknd | - BTS - Adele - Walker Hayes - Dua Lipa - Ed Sheeran |
| Bester Radiosong-Künstler | Bester globaler Top–200 Künstler | Bester globaler Künstler |
| - Olivia Rodrigo - Justin Bieber - Doja Cat - Ed Sheeran - The Weeknd | - Olivia Rodrigo - Doja Cat - Ed Sheeran - Justin Bieber - The Weeknd | - Ed Sheeran - BTS - Dua Lipa - Olivia Rodrigo - The Weeknd |
| Top Tour | Bester R&B-Künstler | Bester männlicher R&B-Künstler |
| - The Rolling Stones (No Filter Tour) - The Eagles (Hotel California Tour) - Genesis (The Last Domino? Tour) - Green Day, Fall Out Boy and Weezer (The Hella Mega Tour) - Harry Styles (Love On Tour)                                          | - Doja Cat - Giveon - Silk Sonic (Bruno Mars, Anderson .Paak) - Summer Walker - The Weeknd | - The Weeknd - Giveon - Khalid |
| Beste weibliche R&B-Künstlerin | Beste R&B–Tour | Bester Rap-Künstler |
| - Doja Cat - SZA - Summer Walker | - Bruno Mars (Bruno Mars at Park MGM) - Omarion and Bow Wow (The Millennium Tour 2021) - Usher (The Vegas Residency)                                                                                          | - Drake - Juice Wrld - Lil Baby - Moneybagg Yo - Polo G |
| Bester männlicher Rap-Künstler | Beste weibliche Rap-Künstlerin | Beste Rap-Tour |
| - Drake - Juice Wrld - Polo G | - Megan Thee Stallion - Cardi B - Latto | - Omarion and Bow Wow (The Millennium Tour 2021) - J. Cole (The Off-Season Tour) - Lil Baby (The Back Outside Tour) |
| Bester Country-Künstler | Bester männlicher Country-Künstler | Beste weibliche Country-Künstlerin |
| - Taylor Swift - Luke Combs - Walker Hayes - Chris Stapleton - Morgan Wallen | - Morgan Wallen - Luke Combs - Chris Stapleton | - Taylor Swift - Miranda Lambert - Carrie Underwood |
| Beste(s) Country-Duo/Gruppe | Beste Country-Tour | Bester Rock-Künstler |
| - Dan + Shay - Florida Georgia Line - Zac Brown Band | - Eric Church (Gather Again Tour) - Luke Bryan (Proud to Be Right Here Tour) - Chris Stapleton (Chris Stapleton's All-American Road Show Tour)                                                                | - Glass Animals - Imagine Dragons - Machine Gun Kelly - Måneskin - Twenty One Pilots |
| Beste Rock-Tour | Bester Latin-Künstler | Bester männlicher Latin-Künstler |
| - The Rolling Stones (No Filter Tour) - Genesis (The Last Domino? Tour) - Green Day, Fall Out Boy, and Weezer (The Hella Mega Tour) | - Bad Bunny - Rauw Alejandro - Farruko - Kali Uchis - Karol G | - Bad Bunny - Rauw Alejandro - Farruko |
| Beste weibliche Latin-Künstlerin | Beste(s) Latin-Duo/Gruppe | Beste Latin Tour |
| - Kali Uchis - Karol G - Rosalía | - Eslabon Armado - Calibre 50 - Grupo Firme | - Los Bukis (Una Historia Cantada Tour) - Bad Bunny (El Último Tour Del Mundo) - Enrique Iglesias and Ricky Martin (Enrique Iglesias and Ricky Martin Live in Concert)                                                             |
| Bester Dance/Electronic-Künstler | Bester christlicher Künstler | Bester Gospel-Künstler |
| - Lady Gaga - David Guetta - Calvin Harris - Marshmello - Tiësto | - Kanye West - Lauren Daigle - Elevation Worship - For King & Country - Carrie Underwood | - Kanye West - Elevation Worship - Kirk Franklin - Maverick City Music - CeCe Winans |
| Bestes Billboard-200-Album | Bester Soundtrack | Bestes R&B-Album |
| - Olivia Rodrigo – Sour - Adele – 30 - Doja Cat – Planet Her - Drake – Certified Lover Boy - Morgan Wallen – Dangerous: The Double Album | - Encanto - Arcane - In the Heights - Sing – Die Show deines Lebens - Tick, Tick…BOOM! | - Doja Cat – Planet Her - Giveon – When It's All Said and Done…Take Time - Silk Sonic (Bruno Mars, Anderson .Paak) – An Evening With Silk Sonic - Summer Walker – Still Over It - The Weeknd – Dawn FM                             |
| Bestes Rap-Album | Bestes Country-Album | Bestes Rock-Album |
| - Drake – Certified Lover Boy - The Kid Laroi – F*ck Love - Moneybagg Yo – A Gangsta's Pain - Rod Wave – SoulFly - Kanye West – Donda | - Taylor Swift – Red (Taylor’s Version) - Lee Brice – Hey World - Florida Georgia Line – Life Rolls On - Walker Hayes – Country Stuff: The Album - Taylor Swift – Fearless (Taylor’s Version)                 | - Twenty One Pilots – Scaled and Icy - AJR – OK Orchestra - Coldplay – Music of the Spheres - Imagine Dragons – Mercury – Act 1 - John Mayer – Sob Rock                                                                            |
| Bestes Latin-Album | Bestes Dance/Electronic-Album | Bestes christliches Album |
| - Karol G – KG0516 - Rauw Alejandro – Vice Versa - Eslabon Armado – Corta Venas - J Balvin – Jose - Kali Uchis – Sin Miedo (del Amor y Otros Demonios)                                                                                         | - Illenium – Fallen Embers - C418 – Minecraft – Volume Alpha - FKA Twigs – Caprisongs - Porter Robinson – Nurture - Rüfüs Du Sol – Surrender                                                                  | - Kanye West – Donda - Elevation Worship and Maverick City Music – Old Church Basement - Carrie Underwood – My Savior - Phil Wickham – Hymn of Heaven - CeCe Winans – Believe for It                                               |
| Bestes Gospel-Album | Bester Hot-100-Song | Bester Streaming-Song |
| - Kanye West – Donda - Elevation Worship & Maverick City Music – Old Church Basement - Maverick City Music – Jubilee: Juneteenth Edition - Maverick City Music and Upperroom – Move Your Heart - CeCe Winans – Believe for It                  | - The Kid Laroi & Justin Bieber – Stay - Doja Cat feat. SZA – Kiss Me More - Dua Lipa – Levitating - Olivia Rodrigo – Good 4 U - The Weeknd & Ariana Grande – Save Your Tears                                 | - The Kid Laroi & Justin Bieber – Stay - Glass Animals – Heat Waves - Dua Lipa – Levitating - Olivia Rodrigo – Good 4 U - The Weeknd a& Ariana Grande – Save Your Tears                                                            |
| Bestverkaufter Song | Bester Radio-Song | Beste Kollaboration |
| - BTS – Butter - BTS – Permission to Dance - Walker Hayes – Fancy Like - Dua Lipa – Levitating - Ed Sheeran – Bad Habits | - Dua Lipa – Levitating - The Kid Laroi & Justin Bieber – Stay - Olivia Rodrigo – Good 4 U - Ed Sheeran – Bad Habits - The Weeknd and Ariana Grande – Save Your Tears                                         | - The Kid Laroi & Justin Bieber – Stay - Justin Bieber feat. Daniel Caesar und Giveon – Peaches - Doja Cat feat. SZA – Kiss Me More - Lil Nas X feat. Jack Harlow – Industry Baby - The Weeknd and Ariana Grande – Save Your Tears |
| Bester globaler 200 Song | Bester globaler 200 Song außerhalb der USA | Bester Ohrwurm |
| - The Kid Laroi & Justin Bieber – Stay - Dua Lipa – Levitating - Olivia Rodrigo – Good 4 U - Ed Sheeran – Bad Habits - The Weeknd & Ariana Grande – Save Your Tears                                                                            | - The Kid Laroi & Justin Bieber – Stay - BTS – Butter - Lil Nas X – Montero (Call Me by Your Name) - Ed Sheeran – Bad Habits - The Weeknd & Ariana Grande – Save Your Tears                                   | - Doja Cat feat. SZA – Kiss Me More - Gayle – ABCDEFU - Glass Animals – Heat Waves - Walker Hayes – Fancy Like - Masked Wolf – Astronaut in the Ocean                                                                              |
| Bester R&B-Song | Bester Rap-Song | Bester Country-Song |
| - Silk Sonic (Bruno Mars, Anderson .Paak) – Leave the Door Open - Justin Bieber feat. Daniel Caesar and Giveon – Peaches - Doja Cat and The Weeknd – You Right - Giveon – Heartbreak Anniversary - WizKid feat. Justin Bieber & Tems – Essence | - Lil Nas X feat. Jack Harlow – Industry Baby - Drake feat. 21 Savage and Project Pat – Knife Talk - Drake feat. Future and Young Thug – Way 2 Sexy - Masked Wolf – Astronaut in the Ocean - Polo G – Rapstar | - Walker Hayes – Fancy Like - Jason Aldean & Carrie Underwood – If I Didn't Love You - Luke Combs – Forever After All - Jordan Davis feat. Luke Bryan – Buy Dirt - Chris Stapleton – You Should Probably Leave                     |
| Bester Rock-Song | Bester Latin-Song | Bester Dance/Electronic-Song |
| - Måneskin – Beggin’ - Coldplay & BTS – My Universe - Imagine Dragons – Follow You - Elle King & Miranda Lambert – Drunk (And I Don't Wanna Go Home) - The Anxiety (Willow and Tyler Cole) – Meet Me at Our Spot                               | - Kali Uchis – Telepatía - Rauw Alejandro – Todo de Ti - Aventura and Bad Bunny – Volví - Bad Bunny – Yonaguni - Farruko – Pepas                                                                              | - Elton John & Dua Lipa – Cold Heart (Pnau remix) - Farruko – Pepas - Regard, Troye Sivan, & Tate McRae – You - Travis Scott & HVME – Goosebumps - Tiësto – The Business                                                           |
| Bester christlicher Song | Bester Gospel-Song | Change Maker Award |
| - Kanye West – Hurricane - Anne Wilson – My Jesus - Kanye West – Moon - Kanye West – Off the Grid - Kanye West – Praise God | - Kanye West – Hurricane - Elevation Worship & Maverick City Music feat. Chandler Moore and Naomi Raine – Jireh - Kanye West – Moon - Kanye West – Off the Grid - Kanye West – Praise God                     | - Mari Copeny |
| Icon Award | | |
| Mary J. Blige | | |